# Hoeckelingsdam
De Hoeckelingsdam is een lage, 1,6 kilometer lange luwtedam in het IJmeer, bedoeld om tussen de dam en de Uitdammerdijk rustig water te creëren en mede daardoor de natuurwaarde van het gebied te vergroten.
De dam ligt buitendijks van het Kinselmeer en bij het plasje de Kinsel, zodat hij ook wel Kinseldam wordt genoemd. Het zuidelijke einde ligt bij het Vuurtoreneiland, het noordelijke einde ligt bij de knik van de Uitdammerdijk om het Kinselmeer. 
De Hoeckelingsdam is tussen 2003 en 2005 aangelegd als natuurcompensatie voor de aanleg van de Amsterdamse wijk IJburg, die aan de overzijde van het IJmeer ligt. De dam en het omliggende gebied zijn niet toegankelijk voor bezoekers, maar zijn te bezichtigen vanaf de Durgerdammerdijk en een wandelpad in de naastgelegen IJdoornpolder.
De Hoeckelingsdam werd ontworpen om deels onder water te verdwijnen en af en toe te overstromen. Anno 2018 was er geen sprake meer van een doorlopende dam.

## Inrichting, eigendom en beheer
Voorafgaand aan de aanleg van de dam zocht Staatsbosbeheer naar mogelijkheden voor natuurcompensatie langs de Waterlandse kust. Men kwam uit op het gebied, dat nu omsloten wordt door de Hoeckelingsdam en de Uitdammerdijk. Dit gebied, dat de werktitel Buitenkinsel meekreeg, is vervolgens ingericht onder beheer van de gemeente Amsterdam, die het daarna heeft overgedragen aan Rijkswaterstaat. Gegevens uit 2005 noemen de directie IJsselmeergebied van Rijkswaterstaat als eigenaar en technisch beheerder, en Staatsbosbeheer als natuurbeheerder.

## Uitvoering en onderhoud
De Hoeckelingsdam bestaat uit een fundering van steen met daarop een wal van opgespoten zand, die met een ontwerphoogte van 30 centimeter boven NAP zeer laag is. Het zandlichaam is bedoeld om onder natuurlijke omstandigheden te vervormen en door plaatselijke verschillen in zetting en inklinking deels onder water te verdwijnen. Achter de dam mogen kuilen tot anderhalve meter onder het maaiveld ontstaan. In de dijk is een gedeelte van tien meter lang opgenomen waarvan het bovenstuk is uitgevoerd in licht materiaal, zodat het door stormen zal bezwijken. Pas wanneer de natuurbeheerder aangeeft dat het nodig is, zal Rijkswaterstaat reparaties en onderhoud uitvoeren.
Eind 2024 is met zand en stortsteen dat vrijkwam bij de versterking van de Markermeerdijken de Hoeckelingsdam verstevigd en weer op de gewenste hoogte gebracht. Ondanks dat het doel van het project is om het zand uiteindelijk over de hele Kinselbaai te verspreiden, is het zand niet meteen over het gehele gebied verspreid, maar juist in één grote hoop achter de stenen dijk gelegd. Het zand wordt in de komende jaren door waterbewegingen over de Kinselbaai verspreid, waarmee de krachten van de natuur worden gebruikt om het project te realiseren. Dit heeft als voordeel dat de waterplanten zoveel mogelijk behouden blijven. Tegelijkertijd zorgt dit voor een groter leefgebied van vogels zoals de visdief en de zwarte stern. Ter verbetering van het pionier milieu voor vogels is een deel van de zanddam met grind en schelpen afgewerkt.

## Vogels
Bij de aanleg van de dam is het water tussen de dam en de Waterlandse Zeedijk ondiep gemaakt, met het oogmerk een soort lagune te creëren als broedgebied voor vogels. Na de aanleg was de dam onbegroeid en broedden er pioniersoorten zoals de kluut, dwergstern, bontbekplevier, kleine plevier en strandplevier. Omstreeks 2013 broedden hier lepelaars, kokmeeuwen, zwartkopmeeuwen, kleine mantelmeeuwen, zilvermeeuwen en visdiefjes en veel ganzen en eenden, waaronder de krooneend en de kuifeend. Er werden 2000 kokmeeuwen geteld; van andere soorten waren er maximaal enkele honderden exemplaren. De dam en de IJdoornpolder zijn rustgebied voor aalscholvers, bergeenden, smienten, wintertalingen, kuifeenden en kieviten. Diverse doortrekkende steltlopers doen het gebied aan.

## Waterplanten
De waterplanten in het gebied zijn typerend voor matig troebel water. Voor en na de inpoldering van de Zuiderzee tot IJsselmeer zijn in de jaren dertig metingen gedaan van de bodembedekking door waterplanten voor de Waterlandse kust. In beide gevallen was die nagenoeg nihil. Van de periode 1939–1979 zijn nauwelijks gegevens bekend, maar in de jaren tachtig en negentig is een gebied ten noorden van Buitenkinsel onderzocht. In 1981 en 1983 vindt men daar, tussen Uitdam en het Kinselmeer geen waterplanten. Later in dat decennium is daar een bescheiden toename. In de jaren negentig blijft de begroeiing er gering en wisselvallig. In het schrale jaar 1998 is 1% bodembedekking door waterplanten typerend. De onderzoekers speculeren dat een strekdam de waterplanten zou helpen: in de luwte is minder golfslag, zodat het water helderder wordt.
De Hoeckelingsdam en de ondiepmaking van het omringende water hadden moeten zorgen dat waterplanten zich beter zouden kunnen ontwikkelen, maar anno 2013 was dat niet gebeurd.